# توم جادج
توم جادج (بالإنجليزية: Tom Judge)‏ هو لاعب كرة قدم أمريكي، ولد في 28 مايو 1999 في Freehold Township, New Jersey ‏ في الولايات المتحدة. لعب مع James Madison Dukes men's soccer ‏.